# Poiseul-la-Grange
Poiseul-la-Grange is een gemeente in het Franse departement Côte-d'Or (regio Bourgogne-Franche-Comté) en telt 74 inwoners (2009). De plaats maakt deel uit van het arrondissement Dijon.

## Geografie
De oppervlakte van Poiseul-la-Grange bedraagt 26,7 km², de bevolkingsdichtheid is dus 2,8 inwoners per km².
De onderstaande kaart toont de ligging van Poiseul-la-Grange met de belangrijkste infrastructuur en aangrenzende gemeenten.

## Demografie
Onderstaande figuur toont het verloop van het inwonertal (bron: INSEE-tellingen).